# Alanen (sjö i Keuru, Mellersta Finland)
Alanen är en sjö i kommunen Keuru i landskapet Mellersta Finland i Finland. Arean är 44 hektar och strandlinjen är 4,56 kilometer lång. Sjön  ingår i Kumo älvs huvudavrinningsområde.   Den ligger omkring 72 kilometer väster om Jyväskylä och omkring 240 kilometer norr om Helsingfors. 